# Scenic Oaks
Scenic Oaks è un census-designated place degli Stati Uniti d'America, situato nella contea di Bexar dello Stato del Texas.